# Europese macroseismische schaal
De Europese macroseismische schaal (EMS) is een schaal voor de intensiteit van aardbevingen op basis van de waarneembare gevolgen van een aardbeving. De schaal kent twaalf intensiteitsgradaties en is een verfijning of doorontwikkeling van de schaal van Mercalli. De twaalf gradaties zijn genummerd met Romeinse cijfers. Voor elke eenheid worden de gevolgen weergegeven voor mensen, voor objecten en de natuur en voor gebouwen. Bij de gevolgen voor gebouwen wordt rekening gehouden met de mate waarin gebouwen kwetsbaar zijn voor aardbevingen.
De EMS is de eerste intensiteitsschaal die is ontworpen om de samenwerking tussen ingenieurs en seismologen te stimuleren, in plaats van zich alleen op seismologen te richten. De ontwikkeling van de EMS startte na een oproep van de Europese Seismologische Commissie (ESC) in 1989 om een verbeterde intensiteitsschaal te maken. De eerste versie, EMS-92, werd in 1993 gepresenteerd. De actuele versie is EMS-98.
De EMS gebruikt drie categorieën van waarnemingen, namelijk de gevolgen voor mensen, de effecten op voorwerpen en op de omgeving, en de schade aan gebouwen. Omdat de kwetsbaarheid van gebouwen voor aardbevingen sterk varieert maakt de EMS onderscheid in de kwetsbaarheid van gebouwen voor aardbevingen.

## Kwetsbaarheidsklassen voor gebouwen
De kwetsbaarheid van gebouwen voor aardbevingen wordt aangegeven in zes klassen, die zijn aangegeven van A voor de meest kwetsbare gebouwen, en F voor de minst kwetsbare gebouwen. De kwetsbaarheid van gebouwen is van onder andere het materiaal waaruit een gebouw is opgetrokken (steen, beton, staal of hout) en van de aardbevingsbestendigheid het gebouw.
De schade aan gebouwen wordt aangegeven in vijf gradaties:
- Graad 1: Verwaarloosbare tot lichte schade. Haarscheuren in weinige muren. Kleine stukjes pleisterwerk vallen. Enkele losse stenen van hogere delen van gebouwen vallen.
- Graad 2: Matige schade. Scheuren in veel muren en kolommen. Grotere stukken pleisterwerk vallen. Schoorstenen beschadigen of storten gedeeltelijk in.
- Graad 3: Zware schade. Grote scheuren in muren en betonnen vloeren. Veel dakpannen glijden weg, schoorstenen breken af op de daklijn. Veel niet-dragende muren storten in.
- Graad 4: Zeer zware schade. Grote scheuren in de meeste dragende muren, gedeeltelijke instorting.
- Graad 5: Verwoesting. Gebouwen storten geheel of grotendeels in.

## De intensiteitsgraden
De beschrijvingen hieronder van de intensiteitsgradaties omvatten ook de omschrijvingen van de lagere intensiteitsgradaties, als die niet expliciet zijn beschreven.

Onder 'enkele' wordt verstaan: van 0 tot 10% à 20%. Onder 'veel' wordt verstaan: van 10% à 20% tot 50% à 60% en onder 'de meeste' wordt verstaan: van 50% à 60% tot 100%.
| Intensiteitsgradatie  | 1. Gevolgen voor mensen 2. Effecten op voorwerpen en op de omgeving 3. Schade aan gebouwen |
| --------------------- | --- |
| 1. Niet gevoeld       | 1. Wordt niet gevoeld, zelfs niet onder de meest gunstige omstandigheden. 2. Geen effecten. 3. Geen schade. |
| 1. Nauwelijks gevoeld | 1. Wordt gevoeld door minder dan 1% van de mensen die binnenshuis en in rust zijn. 2. Geen effecten. 3. Geen schade. |
| 1. Zwak               | 1. Wordt gevoeld door sommigen in rust, zij ervaren een lichte slingering of trilling. 2. Hangende objecten slingeren enigszins. 3. Geen schade. |
| 1. Algemeen gevoeld   | 1. Wordt binnenshuis door velen gevoeld, buiten door slechts enkelen. Slapenden worden soms wakker. De beving is matig en niet angstaanjagend. Er wordt een lichte trilling of een licht zwaaien gevoeld in het gebouw, de kamer, het bed, de stoel, enzovoorts. 2. Porselein, glaswerk en ramen rinkelen. Hangende voorwerpen slingeren. In enkele gevallen schudt licht meubilair zichtbaar. In enkele gevallen ontstaan er barsten in houtwerk. 3. Geen schade. |
| 1. Sterk              | 1. Wordt binnenshuis door vrijwel iedereen gevoeld, buitenshuis door enkelen. Sommigen rennen in paniek naar buiten. Veel slapenden worden wakker. Er wordt een sterk beven of schudden ervaren van het hele gebouw, de kamer of van meubilair. 2. Hangende voorwerpen slingeren behoorlijk. Porselein en glas valt. Kleine, topzware of instabiel staande objecten verschuiven of vallen. Deuren en ramen slaan open of dicht. Sommige ruiten breken. Vloeistoffen golven, als de rand niet hoog is daarover. Dieren binnenshuis worden onrustig. 3. Enkele gebouwen van kwetsbaarheidsklasse A en B lopen schade op van de eerste graad.                                                                                    |
| 1. Licht beschadigend | 1. Wordt binnenshuis door vrijwel iedereen gevoeld, buitenshuis door velen. Sommigen verliezen hun evenwicht. Veel mensen rennen in paniek naar buiten. 2. Kleine objecten kunnen vallen en meubilair kan verschuiven. In een enkel geval breekt servies en glaswerk. Vee, zowel binnenshuis als buiten, kan in paniek raken. 3. Veel gebouwen van kwetsbaarheidsklasse A en B lopen schade op van de eerste graad, sommige van de tweede. Enkele gebouwen van kwetsbaarheidsklasse C lopen schade op van de eerste graad. |
| 1. Beschadigend       | 1. De meeste mensen zijn in paniek en proberen naar buiten te rennen. Velen hebben moeite om op de been te blijven, met name op verdiepingen boven de begane grond. 2. Meubilair verschuift en topzwaar meubilair valt om. Voorwerpen vallen in groten getale van planken. Vloeistoffen golven over de rand van reservoirs en zwembaden. 3. Veel gebouwen van kwetsbaarheidsklasse A lopen schade op van de derde graad, enkele van de vierde graad. Veel gebouwen van kwetsbaarheidsklasse B lopen schade op van de tweede graad, enkele van de derde graad. Enkele gebouwen van kwetsbaarheidsklasse C lopen schade op van de tweede graad. Enkele gebouwen van kwetsbaarheidsklasse D lopen schade op van de eerste graad. |
| 1. Zwaar beschadigend | 1. Velen hebben moeite om op de been te blijven, ook buitenshuis. 2. Meubels vallen om. Voorwerpen als televisies en typemachines vallen op de grond. Grafstenen verzakken of verschuiven in enkele gevallen. Erg zachte grond kan golven. 3. Veel gebouwen van kwetsbaarheidsklasse A lopen schade op van de vierde graad, enkele van de vijfde graad. Veel gebouwen van kwetsbaarheidsklasse B lopen schade op van de derde graad, enkele van de vierde graad. Veel gebouwen van kwetsbaarheidsklasse C lopen schade op van de tweede graad, enkele van de derde graad. Enkele gebouwen van kwetsbaarheidsklasse D lopen schade op van de tweede graad.                                                                     |
| 1. Vernielend         | 1. Er is algehele paniek. Enkele mensen vallen. 2. Veel standbeelden en gedenkstenen vallen om of zakken scheef. Zachte grond golft. 3. Veel gebouwen van kwetsbaarheidsklasse A lopen schade op van de vijfde graad. Veel gebouwen van kwetsbaarheidsklasse B lopen schade op van de vierde graad, enkele van de vijfde graad. Veel gebouwen van kwetsbaarheidsklasse C lopen schade op van de derde graad, enkele van de vierde graad. Veel gebouwen van kwetsbaarheidsklasse D lopen schade op van de tweede graad, enkele van de derde graad. Enkele gebouwen van kwetsbaarheidsklasse E lopen schade op van de tweede graad.                                                                                             |
| 1. Zeer vernielend    | 1. De meeste gebouwen van kwetsbaarheidsklasse A lopen schade op van de vijfde graad. Veel gebouwen van kwetsbaarheidsklasse B lopen schade op van de vijfde graad. Veel gebouwen van kwetsbaarheidsklasse C lopen schade op van de vierde graad, enkele van de vijfde graad. Veel gebouwen van kwetsbaarheidsklasse D lopen schade op van de derde graad, enkele van de vierde graad. Veel gebouwen van kwetsbaarheidsklasse E lopen schade op van de tweede graad, enkele van de derde graad. Enkele gebouwen van kwetsbaarheidsklasse F lopen schade op van de tweede graad. |
| 1. Verwoestend        | 1. De meeste gebouwen van kwetsbaarheidsklasse B lopen schade op van de vijfde graad. De meeste gebouwen van kwetsbaarheidsklasse C lopen schade op van de vierde graad, maar ook veel van de vijfde graad. Veel gebouwen van kwetsbaarheidsklasse D lopen schade op van de vierde graad, enkele van de vijfde graad. Veel gebouwen van kwetsbaarheidsklasse E lopen schade op van de derde graad, enkele van de vierde graad. Veel gebouwen van kwetsbaarheidsklasse F lopen schade op van de tweede graad, enkele van de derde graad. |
| 1. Allesverwoestend   | 1. Alle gebouwen van kwetsbaarheidsklasse A en B, en praktisch alle gebouwen van kwetsbaarheidsklasse C zijn verwoest. De meeste gebouwen van de kwetsbaarheidskassen D, E en F zijn ook verwoest. De aardbeving heeft het maximaal denkbare gevolg. |

## Schalen voor de omvang van aardbevingen
De omvang van aardbevingen kan worden aangegeven met de magnitude of met intensiteit. De magnitude geeft aan hoeveel energie er bij de aardbeving vrij kwam. Dat geeft aanwijzingen over de processen die zich in de aardbodem afspelen. De magnitude is onafhankelijk van de plaats op aarde waar deze wordt berekend.
De intensiteit van de aardbeving geeft aan wat de uitwerking op het aardoppervlak is. Het geeft aanwijzingen over de gevolgen die de aardbeving heeft op het aardoppervlak. De intensiteit van een beving is afhankelijk van de plaats van waarneming. Een aardbeving op grote diepte geeft een minder grote intensiteit aan het aardoppervlak dan een minder grote diepte. De intensiteit is ook afhankelijk van de grondsoort, onderlagen, type verplaatsing en de afstand tot het epicentrum.
Voorbeelden van schalen voor de magnitude zijn:
- de schaal van Richter
- de momentmagnitudeschaal; dit is een verdere ontwikkeling van de schaal van Richter

## Verwijzingen
1. ↑  (en) G. GRÜNTHAL; R.M.W. Musson, British Geological Survey, Edinburgh, Great Britain; J. Schwarz, Bauhaus University Weimar, Germany; M. Stucchi, Istituto di Ricerca sul Rischio Sismico, C.N.R, Milan, Italy, European Macroseismic Scale 1998 (pdf) pagina 4. European Seismological Commission (6 april 1998). Gearchiveerd op 11 augustus 2018. Geraadpleegd op 9 augustus 2018.
2. ↑  Idem, pagina 3
3. ↑  Idem, pagina 14
4. ↑  Idem, pagina's 15 en 16
5. ↑  Idem, pagina's 17 - 20
6. ↑  Uitleg over Magnitudeschalen (html). Koninklijk Nederlands Meteorologisch Instituut (KNMI). Gearchiveerd op 15 augustus 2018. Geraadpleegd op 15 augustus 2018. “De magnitudeschaal van Richter geeft de kracht van aardbevingen weer. De intensiteitsschaal van Mercalli richt zich op de gevolgen.”